# Eleccions al Parlament d'Ucraïna de 2007
Les eleccions al Parlament d'Ucraïna de 2007 es van dur a terme el 30 de setembre de 2007 a Ucraïna. La data de les eleccions va ser decidida gràcies a un acord entre el president Víktor Iúsxenko, el primer ministre Víktor Ianukòvitx i el president de la Rada Suprema (Parlament ucraïnès) Oleksandr Moroz el 27 de maig de 2007, en un intent de resoldre la crisi política ucraïnesa iniciada el 2 d'abril de 2007 amb el decret presidencial de dissolució del parlament ucraïnès.
D'acord amb el sistema electoral vigent a Ucraïna, els 450 escons estaran repartits entre tots els partits que en l'àmbit nacional superin el 3% dels sufragis. El nombre d'escons s'assignaran a cada partit que superin el llindar del 3% es calcularà amb el mètode de la resta major. Una aliança entre dos blocs electorals associats a la Revolució Taronja han aconseguit una atapeïda victòria.

## Crisi política
L'origen de la dissolució del parlament està en les contínues friccions i enfrontaments entre el president i el parlament. En el curs del conflicte entre poders governants, la Coalició d'Unitat Nacional i l'oposició donada pel president Víktor Iúsxenko, tenia com a resultat que sovint l'oposició boicotejava les sessions plenàries. La lluita pel poder va tenir el seu clímax quan el partit de l'oposició, el Bloc Iúlia Timoixenko va donar suport al govern en l'aprovació de la legislació relativa a permetre al Consell de Ministres anul·lar el poder de veto presidencial.
Abans del decret presidencial del 2 d'abril, pel qual dissol el parlament d'Ucraïna, onze membres de l'oposició van donar suport al govern de Coalició d'Unitat Nacional (anteriorment Coalició Anti-Crisi). El president d'Ucraïna, Víktor Iúsxenko, s'adonà que la coalició governant podria aconseguir la majoria necessària dels dos terços dels escons que capacitaria al parlament per a eliminar el seu poder de veto, amb el suport de l'oposició, però que el dret individual dels membres d'una facció parlamentària de donar suport a la coalició governant era contrària al disposat en l'article 83, clàusula 6 de la Constitució, on es refereix comunament com el mandat imperatiu de provisió d'estat: "D'acord amb els resultats electorals, i sobre la base d'un acord comú entre diverses posicions polítiques, una coalició de faccions parlamentàries serà formada en la Verkhovna Rada d'Ucraïna que inclogui en la majoria dels diputats d'Ucraïna dintre de la composició constitucional de la Verkhovna Rada d'Ucraïna".
El mandat imperatiu disposat en la Constitució ucraïnesa és posat en dubte per l'Assemblea de Parlamentaris del Consell d'Europa com antidemocràtic. L'Assemblea de Parlamentaris, en el seu memoràndum explicatiu, emfatitza que tot i que: entén que Ucraïna, a causa de les seves raons històriques, evita l'acumulació del poder dintre de les mans d'una força política, no obstant això, ha de considerar-se en el curs de les futures esmenes constitucionals si no seria millor per al país el fet de canviar a un sistema parlamentari ple, amb els adequats controls i balanços i garanties parlamentàries d'oposició i competició. En un tema independent, alguns polítics van expressar la seva preocupació sobre el fet que les targetes identificatives de votació canviessin de mans, així que molts parlamentaris no hi assisteixen, en una clara violació de l'article 84 de la Constitució

## Resultats
El primer districte electoral va obrir les seves posades en les ambaixades d'Ucraïna a Austràlia i Japó. Els districtes electorals es van obrir des de les 7 del matí fins a les 10 de la nit, hora local. D'acord amb les informacions preliminars emeses per la Comissió Central Electoral d'Ucraïna, el 63,22% dels votants registrats van participar en les eleccions. D'acord amb la llei electoral ucraïnesa, perquè una elecció sigui vàlida hi haurà de votar almenys el 50% del cens electoral.
Va haver-hi retards en el resultat de recompte de vots a les regions que tradicionalment donen suport al Partit de les Regions. El president Víktor Iúsxenko va ordenar una immediata investigació d'aquests retards.
Cinc partits van rebre el 3% mínim necessari del total de vots per a entrar a la Rada Suprema.
| Aliniament polític 2007 | Percentatge de vots del 2006 al 2007 (Els sis partits més votats) | Oscil·lació entre 2006 i 2007 (Els sis partits més votats) |

Resum de les eleccions del 30 de setembre de 2007 a la Rada Suprema
| Partits i blocs | Vots       | %     | Escons | +/– |
| Partit de les Regions (Партія регіонів) | 8,013,895  | 34.37 | 175    | –11 |
| Bloc Iúlia Timoixenko (Блок Юлії Тимошенко) - Unió Panucraïnesa "Pàtria" - Partit Socialdemòcrata d'Ucraïna - Partit Reformes i Ordre | 7,162,193  | 30.71 | 156    | +27 |
| Bloc la Nostra Ucraïna-Autodefensa Popular (Блок Наша Україна–Народна Самооборона) - Unió Popular la Nostra Ucraïna - Endavant, Ucraïna! - Moviment Popular d'Ucraïna - Partit Popular Ucraïnès - Partit Republicà Ucraïnès "Assemblea" - Unió Democristiana - Partit Europeu d'Ucraïna - Partit dels Ciutadans "PORA" - Congrés dels Nacionalistes Ucraïnesos - Partit dels Defensors de la Pàtria | 3,301,282  | 14.15 | 72     | –9  |
| Partit Comunista d'Ucraïna (Комуністична партія України) | 1,257,291  | 5.39  | 27     | +6  |
| Bloc Litvín (Блок Литвина) - Partit Popular - Partit del Treball d'Ucraïna | 924,538    | 3.96  | 20     | +20 |
| Partit Socialista d'Ucraïna (Соціалістична партія України) | 668,234    | 2.86  | 0      | –33 |
| Partit Socialista Progressista d'Ucraïna (Прогресивна соціалістична партія України) | 309,008    | 1.32  | —      | —   |
| Unió Panucraïnesa "Llibertat" (Всеукраїнське об'єднання "Свобода") | 178,660    | 0.76  | —      | —   |
| Partit Verd d'Ucraïna (Партія Зелених України) | 94,505     | 0.40  | —      | —   |
| Bloc Electoral de Liudmyla Suprun – Actiu Regional Ucraïnès (Виборчий блок Людмили Супрун — Український регіональний актив) - Partit Popular Democràtic - Partit Democràtic d'Ucraïna - Partit Republicà Cristià | 80,944     | 0.34  | —      | —   |
| Partit Comunista d'Ucraïna (renovat) (Комуністична партія України (оновлена)) | 68,602     | 0.29  | —      | —   |
| Partit dels Demòcrates Lliures (Партія Вільних Демократів) | 50,852     | 0.21  | —      | —   |
| Bloc del Partit dels Pensionistes d'Ucraïna (Блок партії пенсіонерів України) - Partit dels Pensionistes d'Ucraïna - Partit de Protecció dels Pensionistes d'Ucraïna | 34,845     | 0.14  | —      | —   |
| Partit del Desenvolupament Econòmic Nacional d'Ucraïna (Партія національно-економічного розвитку України) | 33,489     | 0.14  | —      | —   |
| Bloc Nacional Ucraïnès (Український Народний Блок) - Partit Polític "Ucraïna Catedral"" - Partit Popular Panucraïnès Chornobyl "Pel bienestar i protecció del poble" | 28,414     | 0.12  | —      | —   |
| Bloc Camperol "Ucraïna Agrària" (Селянський Блок "Аграрна Україна") - Partit del Renaixement Rural - Partit Popular Nova Ucraïna | 25,675     | 0.11  | —      | —   |
| Bloc Cristià (Християнський блок) - Partit Social Cristià - Partit Polític Panucraïnès "Ecologia i Protecció Social" | 24,597     | 0.10  | —      | —   |
| Bloc Electoral de Partits Polítics "KUTXMA" (Виборчий блок політичних партій «КУЧМА») - Partit "Unió" - Unió Panucraïnesa “Centre” | 23,676     | 0.10  | —      | —   |
| Bloc "Comunitat Panucraïnesa" (Блок "Всеукраїнська громада") - Partit Panucraïnès de Pau i Unitat - Asociación Nacional-Democràtica "Ucraïna" - Consciència d'Ucraïna - Partit Polític dels Petits i Mitjans Empresaris d'Ucraïna | 12,327     | 0.05  | —      | —   |
| Partit Panucraïnès de la Confiança Popular (Всеукраїнська партія Народної Довіри) | 5,342      | 0.02  | —      | —   |
| Contra tots | 637,185    | 2.73  | —      | —   |
| Vots invàlids | 379,658    | 1.62  | —      | —   |
| Total (votants 62,02%) | 23,315,257 | 100   | 450    | —   |
| Font: http://www.cvk.gov.ua/vnd2007/w6p001e.html Arxivat 2007-10-11 a Wayback Machine. |            |       |        |     |

### Anàlisi regional de les eleccions parlamentàries

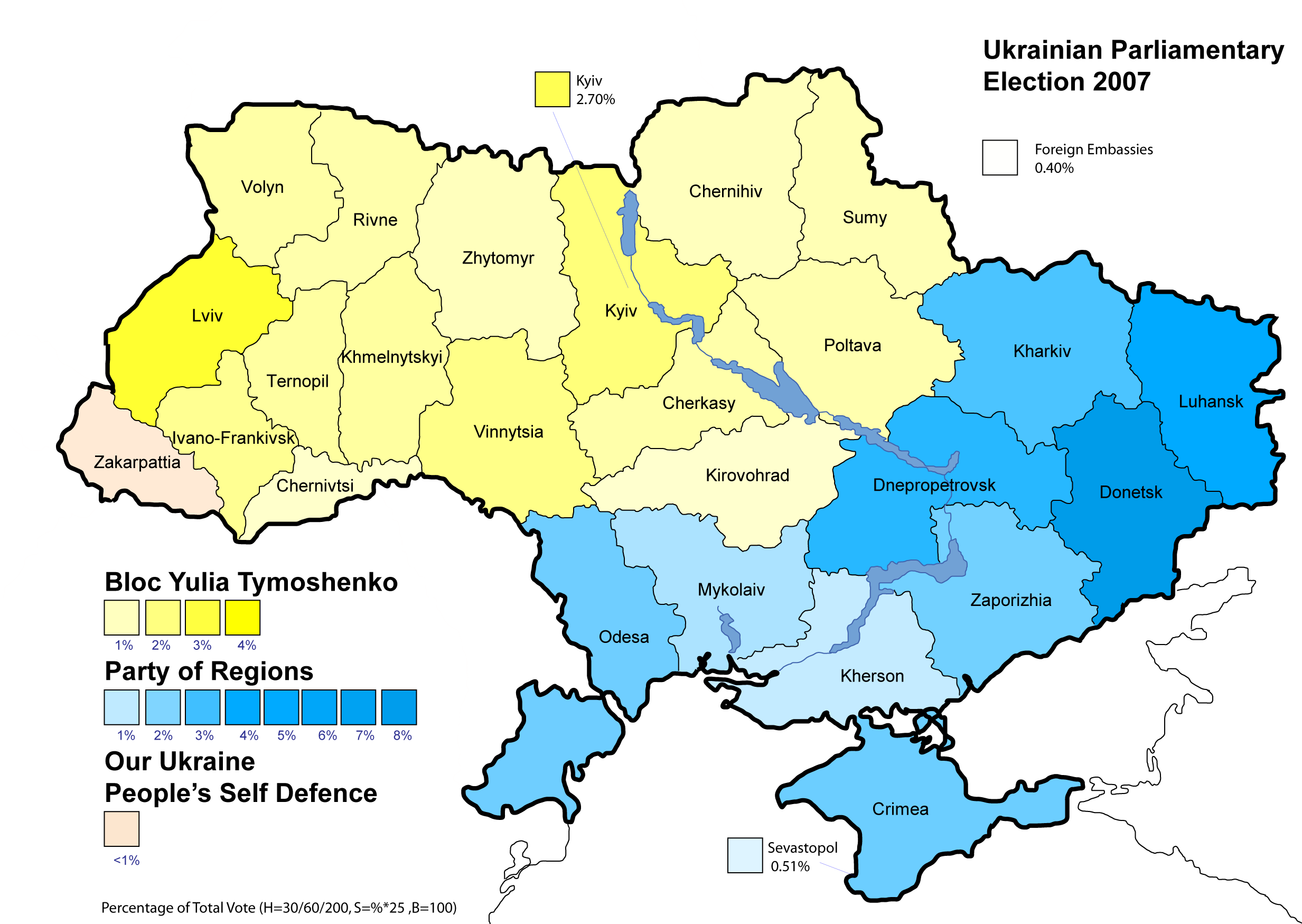
Major percentatge per regió (Percentatge per vot nacional)

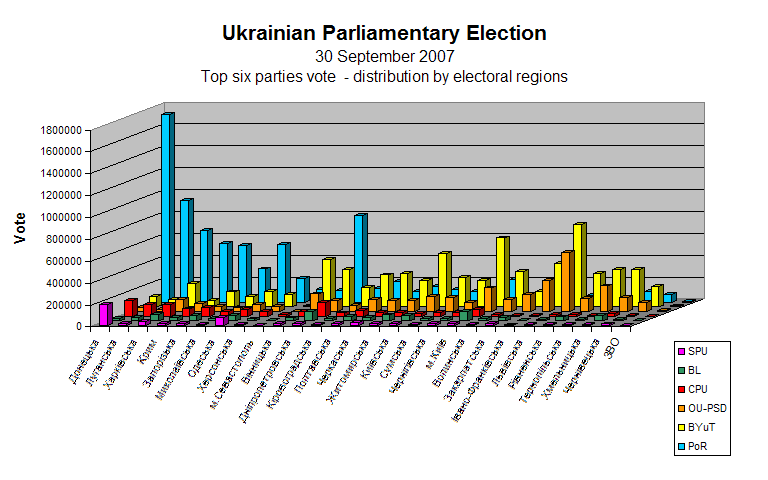
Resultats regionals (Percentatge del total nacional)

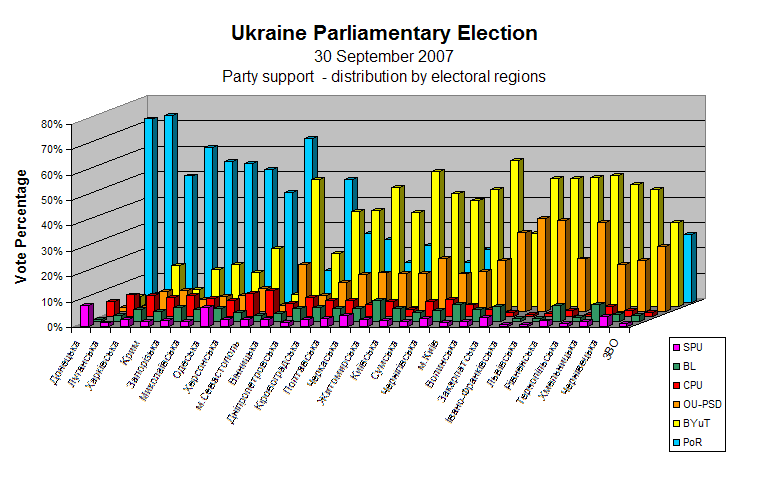
Vots (Percentatge per regió electoral)

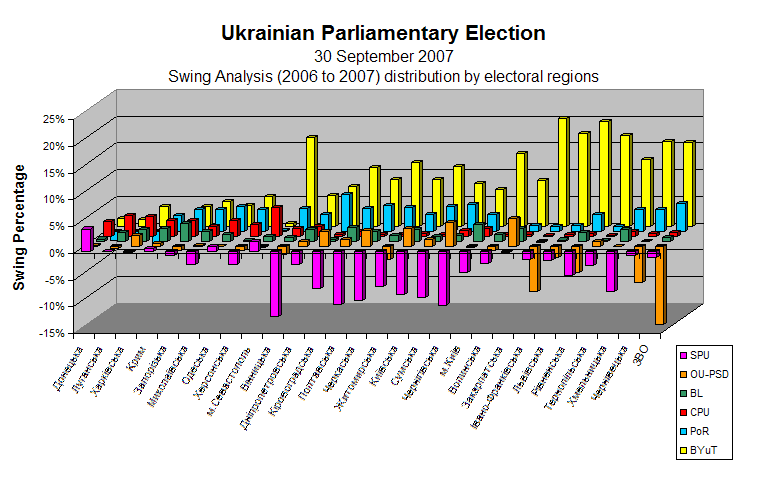
Variació entre 2006 i 2007 (Percentatge per regió electoral)

| Partit de les Regions (34,37%)     | Bloc Iúlia Timoixenko (30.71% | Bloc la Nostra Ucraïna-Autodefensa Popular (14,15%) |
| Partit Comunista d'Ucraïna (5,39%) | Partit Bloc Litvín (3,96%)    | Partit Socialista d'Ucraïna (2,86%)                 |

| Regió                        | Participació | %     | PoR  | BYuT | OU-PSD | CPU  | BL  | SPU |
| Ucraïna                      | 37185882     | 62.02 | 34.4 | 30.7 | 14.2   | 5.4  | 4.0 | 2.9 |
| Est                          |              | 63.8  | 66.5 | 7.5  | 3.4    | 7.3  | 2.2 | 4.9 |
| Óblast de Donetsk            | 3620888      | 66.0  | 76.0 | 4.5  | 2.0    | 6.8  | 1.0 | 1.3 |
| Óblast de Luhansk            | 1898637      | 66.3  | 73.5 | 5.1  | 1.7    | 8.5  | 2.4 | 1.3 |
| Província de Khàrkiv         | 2282993      | 58.3  | 49.6 | 16.4 | 8.1    | 8.3  | 4.6 | 2.6 |
| Sud                          |              | 57.0  | 54.6 | 13.6 | 6.5    | 7.7  | 4.6 | 3.4 |
| República Autònoma de Crimea | 1568070      | 55.8  | 61.0 | 6.9  | 8.2    | 7.6  | 3.9 | 1.9 |
| Província de Zaporíjia       | 1515832      | 61.4  | 55.5 | 14.7 | 4.7    | 8.3  | 5.5 | 2.3 |
| Província de Mikolaiv        | 971038       | 57.6  | 54.4 | 16.6 | 5.8    | 7.2  | 4.5 | 1.9 |
| Óblast d'Odessa              | 1851868      | 54.5  | 52.2 | 13.7 | 6.5    | 6.2  | 5.1 | 7.2 |
| Óblast de Kherson            | 3442         | 55.5  | 43.2 | 23.1 | 9.1    | 9.1  | 3.7 | 2.5 |
| Sebastòpol                   | 308928       | 59.7  | 64.5 | 5.0  | 2.3    | 10.3 | 2.5 | 2.7 |
| Centre                       |              | 60.5  | 30.6 | 34.8 | 11.8   | 6.4  | 4.7 | 2.4 |
| Província de Vínnytsia       | 1342608      | 64.5  | 12.6 | 50.0 | 18.6   | 5.0  | 3.1 | 2.5 |
| Província de Dnipropetrovsk  | 2810168      | 58.9  | 48.7 | 20.8 | 6.2    | 7.6  | 5.0 | 1.3 |
| Província de Kirovohrad      | 614832       | 57.9  | 27.0 | 37.6 | 11.7   | 6.4  | 5.5 | 2.8 |
| Província de Poltava         | 1250952      | 61.9  | 24.8 | 37.9 | 14.5   | 6.5  | 4.9 | 3.0 |
| Província de Txerkassy       | 1095058      | 60.1  | 15.5 | 47.0 | 15.3   | 4.9  | 4.9 | 4.3 |
| Nord                         |              | 62.5  | 16.7 | 45.5 | 16.1   | 4.9  | 5.7 | 2.1 |
| Óblast de Jitòmir            | 1044852      | 62.5  | 22.4 | 37.0 | 15.1   | 5.8  | 8.3 | 2.5 |
| Óblast de Kíiv               | 1679197      | 61.9  | 13.0 | 53.4 | 15.1   | 3.0  | 5.1 | 2.2 |
| Província de Sumi            | 990575       | 62.0  | 15.7 | 44.5 | 20.8   | 5.8  | 3.3 | 2.0 |
| Província de Txerníhiv       | 939072       | 61.8  | 20.7 | 41.9 | 14.9   | 6.7  | 4.2 | 2.9 |
| Ciutat de Kíiv               | 2151576      | 63.5  | 15.0 | 46.2 | 15.8   | 4.6  | 6.6 | 1.6 |
| Oest                         |              | 68.4  | 8.3  | 48.9 | 29.1   | 1.8  | 3.2 | 1.6 |
| Província de Volínia         | 801557       | 71.0  | 6.7  | 57.6 | 20.0   | 2.7  | 4.6 | 1.9 |
| Transcarpàcia                | 946525       | 52.1  | 19.8 | 28.9 | 31.1   | 1.8  | 6.0 | 3.5 |
| Óblast d'Ivano-Frankivsk     | 1080296      | 72.6  | 3.0  | 50.7 | 36.8   | 0.8  | 1.0 | 0.8 |
| Província de Lviv            | 2002372      | 73.9  | 4.2  | 50.4 | 36.0   | 1.0  | 1.1 | 0.6 |
| Província de Rivne           | 865092       | 68.7  | 10.4 | 51.0 | 20.8   | 2.4  | 6.1 | 2.1 |
| Província de Ternópill       | 870214       | 76.5  | 3.0  | 51.6 | 35.2   | 0.7  | 1.6 | 1.1 |
| Província de Khmelnitski     | 1083968      | 66.3  | 14.1 | 48.2 | 18.4   | 4.0  | 6.6 | 1.7 |
| Província de Txernivtsí      | 705272       | 58.2  | 16.8 | 46.2 | 20.3   | 2.3  | 2.5 | 3.8 |
| Ambaixades a l'estranger     | 431142       | 6.0   | 26.5 | 33.1 | 25.5   | 1.6  | 2.3 | 1.2 |

### Formació de la Coalició Governant

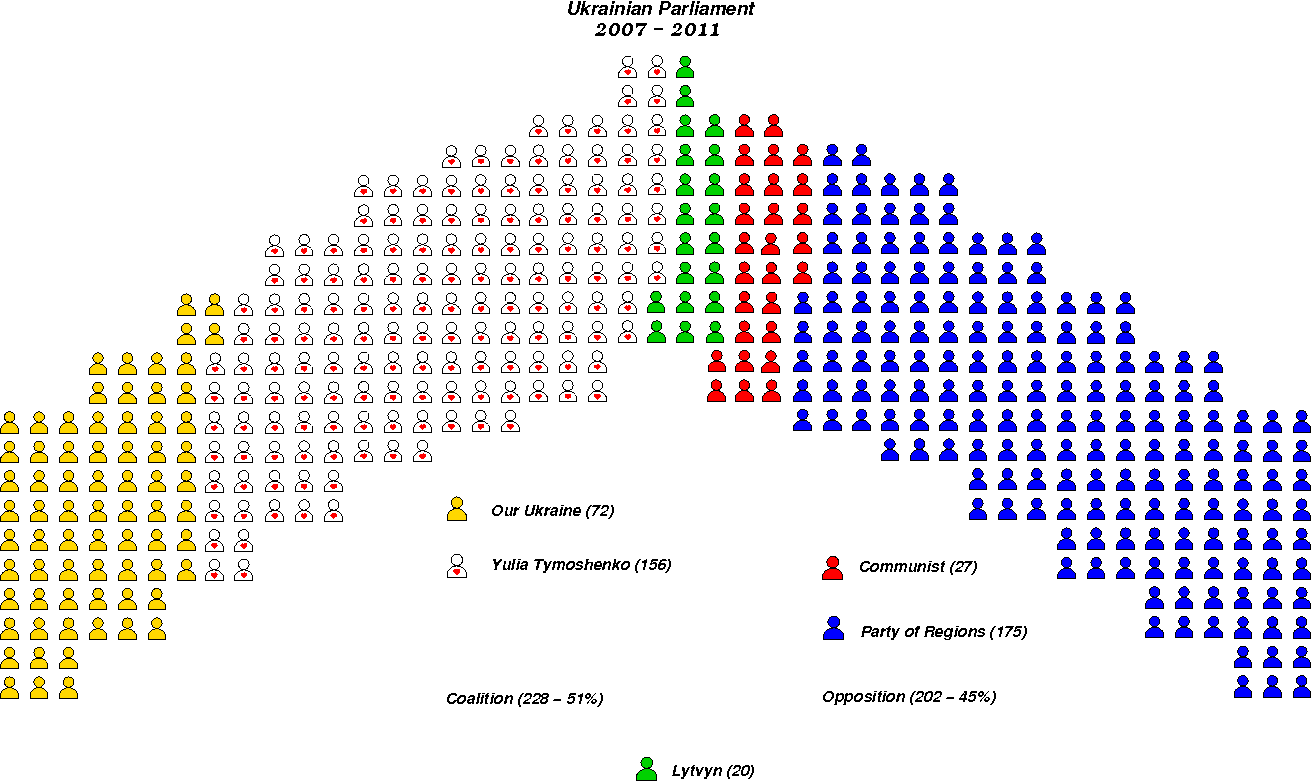
Parlament 2007

Després de l'anunci dels resultats electorals preliminars, els partits van expressar les seves posicions quant a la formació de coalicions. El Partit de les Regions s'autoproclamà guanyador de les eleccions, i afirmà haver iniciat negociacions per a la formació d'una coalició governant. El partit no expressa el desig d'estar en l'oposició. El bloc de Timoixenko es dirigeix a aliar-se amb La Nostra Ucraïna, i possiblement amb el Bloc Litvín. Iúlia Timoixenko s'oposa fermament a qualsevol coalició amb el Partit de les Regions o els comunistes. Ella afirma que el seu partit estarà en l'oposició si aquesta coalició es formés. El president Iúsxenko va expressar la necessitat de millors relacions entre la coalició i l'oposició. Això podria aconseguir-se entre l'oposició amb representació en el parlament i el govern. El Bloc Litvín va rebre les proposicions de tots els principals partits per a formar coalició. El dirigent del Bloc afirma que la decisió es prendria en l'assemblea del seu partit. S'esperava que el Bloc Iúlia Timoixenko i Bloc la Nostra Ucraïna-Autodefensa Popular, que està associada al president Viktor Iúsxenko, formessin govern en coalició. Ambdós partits van estar aliats en la Revolució Taronja.
El 29 de novembre de 2007 s'estableix una coalició entre el Bloc Iúlia Timoixenko i Bloc la Nostra Ucraïna-Autodefensa Popular del president Iúsxenko. Per llei, el parlament requereix dos terços dels diputats per a funcionar. Això significa que si qualsevol dels dos principals partits marxa, el parlament esdevé il·legítim. Oleksandr Moroz, líder del Partit Socialista d'Ucraïna, reconeix la seva derrota el 4 d'octubre de 2007 i dona suport Timoixenko en la seva candidatura a primera ministra.

## Observadors internacionals
El 7 de setembre de 2007, 349 observadors internacionals estaven oficialment enregistrats per a fer el seguiment dels comicis. Els representants del Consell d'Europa, l'Organització per a la Seguretat i la Cooperació a Europa (OSCE) i les organitzacions per a les Eleccions Netes havien registrat als seus representants al Comitè Central Electoral. La OSCE havia treballat estretament amb els funcionaris ucraïnesos en la designació, administració i direcció dels comicis. El Congrés Ucraïnès Canadenc també va presentar un gran nombre d'observadors.

## Reacció Russa
El 3 d'octubre de 2007, el proveïdor estatal rus Gazprom va amenaçar de tallar l'aprovisionament del gas natural a Ucraïna, afirmant que li devia a Gazprom 1,3 mil milions de dòlars. The Guardian va especular que l'amenaça era un senyal del disgust de Rússia davant del possible nou govern encapçalat per Iúlia Timoixenko. El viceprimer ministre ucraïnès i ministre de finances va dir amb anterioritat que el seu país no tenia deutes per l'aprovisionament de gas natural rus. Vull declarar inequívocament.... que Ucraïna no té deutes amb Gazprom, va dir Mykola Azarov. El monopoli de gas natural rus va explicar després que eren els consumidors ucraïnesos qui devien el deute. La disputa russo-ucraïnesa pel gas va esclatar originàriament quan Ucraïna va estar governada pels partits associats a la Revolució Taronja, i semblava oblidada durant el govern del primer ministre Víktor Ianukòvitx.